# Flufenpir
El flufenpir es un compuesto orgánico, de fórmula C14H9ClF4N2O4, que pertenece a la familia de los éteres del ácido fenoxiacético.
El flufenpir actúa como herbicida y como inhibidor de la enzima protoporfirinógeno oxidasa (EC 1.3.3.4). El éster etílico del flufenpir (flufenpir-etil) es el más utilizado como herbicida debido a su eficacia en el control de malas hierbas de hoja ancha.

## Estructura molecular
La estructura molecular del flufenpir se compone de anillos de ácido fenoxiacético en los cuales los grupos fenilo en las posiciones 2 y 4 están sustituidos por cloro y flúor, respectivamente, y en la posición 5 hay un grupo 5-metil-6-oxo-4-(trifluorometil)piridazin-1(6H)-il. La fórmula molecular del flufenpir es C14H9ClF4N2O4.

## Propiedades físicas y químicas
Tiene una masa molecular de 380,68 Da y la misma masa molar que molecular (380,69 g/mol).
El flufenpir actúa como un herbicida. Su modo de acción se basa en la inhibición de la protoporfirinógeno oxidasa, una enzima que juega un papel importante en la biosíntesis de la clorofila en las plantas.